# TrueCrypt
TrueCrypt是一款已停止开发的动态（On-the-fly）磁盘加密软件，支持Windows、macOS和Linux操作系统。它可在单个文件和磁盘分区中创建加密卷，也可以加密整个操作系统，解密后用户即可像普通分区一样使用其中的文件。TrueCrypt支持使用密码、密钥文件作为解密凭据。
2014年5月8日，TrueCrypt突然宣布停止开发，声称软件包含未修复的漏洞，并推荐用户切换至其他软件。第三方开发者分别创建了其分支VeraCrypt和CipherShed，以在此软件的基础上继续开发。

## 操作系统
TrueCrypt支持常见操作系统，如Microsoft Windows、Mac OS X和Linux（使用FUSE）。这些操作系统的32位和64位版本均能支持，除了Windows IA-64（不支持）和Mac OS X10.6雪豹（作为一个32位的进程中运行）。Windows 7、Windows Vista或Windows XP的版本可以加密引导分区或整个引导驱动器。在DragonFly BSD和Linux中，有自由授权且与TrueCrypt兼容的的tcplay命令行工具可供使用。

## 加密算法
TrueCrypt的支持独立算法有AES、Serpent和Twofish。可以采用五种不同级联算法的组合：AES-Twofish、AES-Twofish-Serpent、Serpent-AES、Serpent-Twofish-AES以及Twofish-Serpent。使用TrueCrypt的加密散列函数的有RIPEMD-160、SHA-512和Whirlpool。

## 表现
TrueCrypt支持多元處理的資料平行加密，并在Windows中支持流水线读写操作（异步处理的一种形式）减少加密和解密的性能损失。:63在更新的支持AES-NI指令集的的处理器上，TrueCrypt可以使用该指令集以进一步提升性能。:64磁盘加密对性能的影响在通常使用直接内存访问（DMA）的操作中尤为明显，因为所有数据都必须通过CPU进行解密，而不是直接从磁盘复制到内存中。
在Tom's Hardware进行的一项测试中，尽管TrueCrypt与未加密的磁盘相比速度较慢，但无论使用中端硬件还是最先进的硬件，实时加密的开销都相似，因此测试者认为这是“完全可以接受的”。在另一篇文章中，发现“以合理的方式使用流行的桌面应用程序”时性能成本并不明显，但注意到“高级用户会抱怨”。

## 開發終止
2014年5月28日，TrueCrypt在毫无征兆的情况下將其網站轉址回SourceForge，並在其頁面警告該軟體可能包含未修復的安全性問題，宣布TrueCrypt的開發将在2014年5月微軟終止Windows XP支援後結束。软件的所有历史版本被删除，官网仅存有只有解密功能的TrueCrypt 7.2以便用户迁移数据。随后，第三方开发者分别创建了其分支VeraCrypt和CipherShed，以在此软件的基础上继续开发。

## 历史
| 版本 | 发布日期       |
| ---- | -------------- |
| 1.0  | 2004年2月2日   |
| 1.0a | 2004年2月3日   |
| 2.0  | 2004年6月7日   |
| 2.1  | 2004年6月21日  |
| 2.1a | 2004年10月1日  |
| 3.0  | 2004年12月10日 |
| 3.1  | 2005年1月22日  |
| 4.0  | 2005年11月1日  |
| 4.1  | 2005年11月25日 |
| 4.2  | 2006年4月17日  |
| 4.3  | 2007年3月19日  |
| 5.0  | 2008年2月5日   |
| 5.1  | 2008年3月10日  |
| 6.0  | 2008年7月4日   |
| 6.0a | 2008年7月8日   |
| 6.1  | 2008年10月31日 |
| 6.1a | 2008年12月1日  |
| 6.2  | 2009年5月11日  |
| 6.2a | 2009年6月15日  |
| 6.3  | 2009年10月21日 |
| 6.3a | 2009年11月23日 |
| 7.0  | 2010年7月19日  |
| 7.0a | 2010年9月6日   |
| 7.1  | 2011年9月1日   |
| 7.1a | 2012年2月7日   |
| 7.2  | 2014年5月28日  |